# Motocyklový variátor

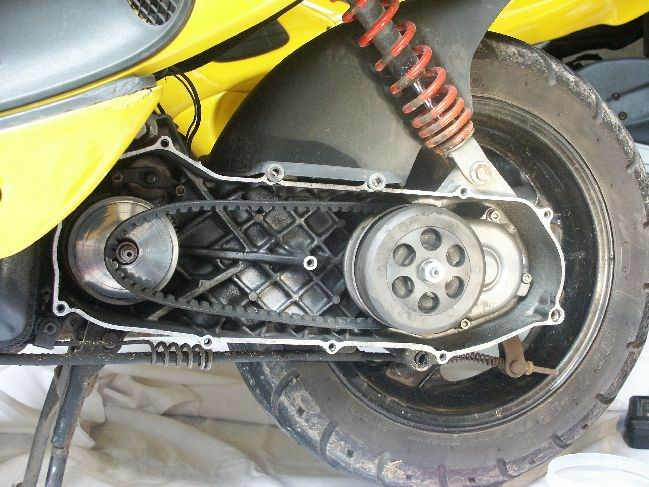
pohled pod kryt variátorové skříně

V pohonu skútru variátor nahrazuje řetěz nebo kardanovu hřídel, potřebnou u běžných typů motocyklů pro přenos točivého momentu na zadní kolo. Oproti klasické převodovce je variátor méně náročný na údržbu. Variátor, používaný obvykle na skútrech, je zdokonalenou variantou reevesova převodu, používaného v továrnách již počátkem 20. století.

## Funkce
Při rozjezdu řemen běží na řemenici variátoru na malém průměru a na velkém průměru u řemenice spojky. Tím je nastaven nejnižší možný převodový poměr a nejvyšší kroutící moment.
Během zrychlování by měly být otáčky motoru pokud možno stálé a to v oblasti nejvyššího výkonu motoru. Variátor mění plynule převodový poměr tak, aby motor běžel v optimálních otáčkách. Po dosažení vyšší rychlosti nastane opačná situace. Řemen běží na velkém průměru řemenice variátoru a na malém průměru u řemenice spojky, která se po rozjezdu odstředivou silou odpojila. Další zrychlování je možné jen zvyšováním otáček motoru.

## Válečky, kontrastní pružina
Zadní část tělesa variátoru tvoří pohyblivá řemenice. Uvnitř tělesa variátoru jsou válečky. Ty se pohybují v pouzdrech s mírným sklonem. Jsou zajištěny krytem, který je umístěn za variátorem, tzn. na vnitřní straně nejblíže k motoru. Při startu jsou válečky v dolní úvrati, nejblíže středu. Pak se celé těleso variátoru roztočí a válečky se odvalují odstředivou silou k okrajům. Tím vzniká tlak na řemenici, která postupně vytlačuje řemen od středu na obvod a tím pádem v zadní části (na řemenici spojky) z obvodu na střed.
Další sílu je potřeba vynaložit na přenos síly z řemene na řemenici. Ta musí být pod dostatečným tlakem, který se zvyšuje sílou vyvinutou variátorem. Tento tlak zajišťuje kontrastní pružina mezi spojkovou sestavou a řemenicí. Ještě jednou pro srovnání – vepředu se díky působení odstředivé sily na válečky stlačuje řemenice, která tlačí řemen ven na obvod, zatímco vzadu je obdobný proces zajišťován pružinou umístěnou v tělese spojky.
Variátory mají proti klasické převodovce vyšší ztráty a nehodí se pro přenos vyšších výkonů, v současné době jsou však osazovány i do maxiskútrů s objemy 650 a nově i 800 cm³.